# Tjadnesvare
Tjadnesvare är ett naturreservat i Arjeplogs kommun och Arvidsjaurs kommun i Norrbottens län.
Området är naturskyddat sedan 1988 och är 68 kvadratkilometer stort. Reservatet omfattar våtmarker i nordväst och höjder i sydost med berget Tjadnesvare längst i söder. Toppen på höjderna ligger ovanför trädgränsen, granskogen i reservatet är gles och liknar fjällskog. 